# Conservatorio di San Girolamo
Il Conservatorio di San Girolamo ha sede in piazza Savonarola a Montepulciano.

## Storia
Fu fondato nel XVI secolo dalle suore francescane nella sede originaria in Via di San Donato presso la Fortezza come monastero femminile, con la più precisa denominazione di Monastero di San Girolamo in San Donato con educandato.
Nel 1785, per volere del Granduca Pietro Leopoldo di Toscana, fu trasformato in Regio Conservatorio, ovvero un istituto dedicato all'educazione femminile che il Granduca intendeva regolamentare per garantire un alto livello qualitativo. Questa trasformazione comportò lo spostamento nella sede attuale, al posto del soppresso monastero di Sant'Agnese in San Bernardo.
Per oltre un secolo è stato il più importante istituto di istruzione femminile della città, anche se dopo l'unità d'Italia ha subito una progressiva decadenza, soprattutto economica, che ha determinato la vendita di tutti i poderi che possedeva. 
Dal 1924 è stato sede dell'Istituto Magistrale Parificato e dell'Istituto Tecnico Commerciale tutt'oggi attivi ma gestiti dallo Stato e situati al di fuori delle mura paesane. Con la definitiva chiusura della scuola nel 1946. Dal 1948 il grande complesso ospita la Caserma dei Carabinieri.
L'ente nel 2007 subisce un ulteriore trasformazione giuridica divenendo Fondazione Conservatorio di San Girolamo.

## Il Museo
il museo è articolato in tre sezioni:
- arte sacra: con il reliquario (dove sono contenute anche le reliquie di Sant'Agnese), paramenti sacri e oreficeria
- pinacoteca: di particolare interesse la tela cinquecentesca della Madonna con Bambino, un'Adorazione dei Magi risalente al 1600 e un San Domenico del 1700
- antica farmacia: custodisce nel suo Archivio Storico gli antichi ricettari dell'Arte dei Medici e Speziali (farmaciste erboriste)

## La Fondazione
Nel 2007 è nata la Fondazione Conservatorio di San Girolamo che è proprietaria, sia dell'immobile in cui ha sede, che dei beni mobili in esso contenuti.
Fra gli scopi della Fondazione ci sono:
- la promozione della cultura, dell'istruzione e dell'arte
- l'organizzazione di seminari, corsi di formazione e corsi di studi
- la realizzazione di manifestazioni, convegni, incontri
- la pubblicazione di libri
- l'organizzazione di mostre ed altri eventi espositivi
- l'istituzione di premi e borse di studio.